# سامیت (یوتا)
سامیت (به انگلیسی: Summit) یک منطقهٔ مسکونی در ایالات متحده آمریکا است که در شهرستان آیرون، یوتا واقع شده‌است. سامیت ۱٫۸ کیلومتر مربع مساحت و ۱۶۰ نفر جمعیت دارد و ۱٬۸۱۵٫۱۱ متر بالاتر از سطح دریا واقع شده‌است.